# Phyllogobius
Phyllogobius is een monotypisch geslacht van straalvinnige vissen uit de familie van grondels (Gobiidae).

## Soort
- Phyllogobius platycephalops (Smith, 1964)